# Marv Schatzman
Marvin Joseph Schatzman, detto Marv (St. Louis, 18 febbraio 1927 – St. Louis, 19 settembre 2006), è stato un cestista statunitense, professionista nella NBA.

## Carriera
Venne selezionato dai St. Louis Bombers nel Draft BAA 1949.

## Palmarès
- Campione NIT (1948)